# Đắk Lắk
Đắk Lắk (auch Đắc Lắc oder Darlac) ist eine Provinz (tỉnh) von Vietnam. Sie liegt im Süden des Landes in der Region Zentrales Hochland. Die Provinz liegt auf der Đắk-Lắk-Hochebene auf etwa 600 m Höhe. Die Hauptstadt ist Buôn Ma Thuột.

## Bezirke
Đắk Lắk gliedert sich in fünfzehn Bezirke:
- 13 Landkreise (huyện): Buôn Đôn, Cư Kuin, Cư M'gar, Ea H'leo, Ea Kar, Ea Súp, Krông Ana, Krông Bông, Krông Buk, Krông Năng, Krông Pak, Lắk, M'Drăk
- 1 Stadt auf Bezirksebene (thị xã): Buôn Hồ (2009 von Krông Buk abgespalten)
- 1 Provinzstadt (Thành phố trực thuộc tỉnh): Buôn Ma Thuột (Hauptstadt)